# Berkenooglapmot
De berkenooglapmot (Bucculatrix demaryella) is een vlinder uit de familie ooglapmotten (Bucculatricidae). De wetenschappelijke naam is voor het eerst geldig gepubliceerd in 1840 door Duponchel.
De soort komt voor in Europa.